# Face/Off - Due facce di un assassino
Face/Off - Due facce di un assassino (Face/Off) è un film del 1997 diretto da John Woo e interpretato da John Travolta e Nicolas Cage.
La trama del film è incentrata sui personaggi di Sean Archer, un agente dell'FBI, e Castor Troy, un terrorista, i quali, a seguito di un intervento di chirurgia plastica all'avanguardia, assumono rispettivamente l'uno le sembianze dell'altro.
Il film riscosse un grandissimo successo sia di critica che di pubblico, incassando in tutto il mondo circa 245 milioni di dollari.

## Trama
Sean Archer è un agente dell'FBI che da anni cerca d'arrestare l'acerrimo nemico Castor Troy, un pericoloso terrorista che sei anni prima, nel tentativo di sbarazzarsi di lui, gli ha accidentalmente ucciso il figlio minore Michael. Un giorno Castor, grazie all'aiuto del fratello minore Pollux, suo braccio destro nonostante sia un ragazzo parecchio ingenuo, crea e successivamente installa nel Centro Congressi di Los Angeles una bomba batteriologica a orologeria, allo scopo di distruggere la città. Durante il suo successivo tentativo di fuga dalla metropoli, però, l'aereo dei due fratelli viene raggiunto da Sean e da alcuni suoi colleghi; l'operazione si conclude con una sparatoria, durante la quale Sean riesce ad arrestare Pollux, mentre Castor viene colpito e cade in coma profondo.
Fra i rottami dell'aereo, i colleghi di Sean recuperano uno zaino contenente tutti gli effetti personali di Pollux, fra i quali un floppy disk contenente il progetto della costruzione della bomba batteriologica, senza tuttavia riportarne la sua collocazione. Sean allora tenta di estorcere informazioni agli scagnozzi di Castor fermati durante la sparatoria, ma quando nessuno parla, i suoi superiori, viste anche le condizioni di Castor, gli confidano che la circostanza gli potrebbe permettere, grazie a un rivoluzionario intervento chirurgico, di prendere le sembianze del terrorista allo scopo di carpire a Pollux, rinchiuso in un carcere di massima sicurezza, la collocazione della bomba batteriologica.
Dopo un tentennamento iniziale, Sean, vista anche la totale assenza di alternative, decide di sottoporsi all'operazione, che va a buon fine. Viene così portato nel carcere dove si trova Pollux e dove, fingendo dei vuoti di memoria a causa dello stato di coma subito, riesce infine a farsi dire la collocazione della bomba. Mentre è ancora rinchiuso in prigione, però, Castor si risveglia inaspettatamente dal coma e quando si rende conto di quello che gli è successo, fa sequestrare i superiori di Sean e il medico che aveva eseguito l'operazione affinché questi gli facciano assumere le sembianze dell'agente. A operazione conclusa, li uccide, cosicché non rimane più nessuno a conoscenza del progetto. Sean allora si trova costretto, suo malgrado, a rimanere in carcere, mentre Castor, approfittando del suo nuovo aspetto, fa liberare il fratello, per poi insinuarsi nella vita famigliare e lavorativa dell'agente, dove un giorno, fingendo di essere venuto a sapere dove si trova la bomba, la disattiva, venendo poi acclamato come un eroe nazionale.
Nel frattempo, in prigione, volendo cercare di riprendersi la sua vita, Sean inizia a escogitare un piano di fuga. Un pomeriggio, provoca perciò una rissa fra lui e alcune guardie, cosa che lo condanna a subire un trattamento di elettroshock. Portato perciò nell'ambulatorio dove viene effettuata la pratica e nel quale si trova in quel momento un altro carcerato, Dubov, che tempo prima aveva subito un torto da Castor, egli gli rivela, al fine di conquistarne la fiducia, di non avergli mai fatto lo sgarbo da cui derivava la sua avversità. Dubov allora, rincuorato, riesce a ribellarsi ai medici, aiutando poi Sean a scappare. Grazie a una rocambolesca fuga e a una estenuante nuotata, dal momento che il carcere si trovava su una piattaforma in mare aperto, Sean riesce a raggiungere la riva, chiamando subito la moglie e mettendola in guardia dall'uomo che finge di essere lui, ma senza venir creduto. Consapevole che con le sue sembianze rischierebbe di venire ucciso dai suoi stessi uomini, decide di recarsi nel quartier generale di Castor per farsi aiutare dalla sua banda.
Nel frattempo, a casa di Sean, Castor, mentre sta parlando al telefono con il fratello del suo piano di sfruttare le risorse che il Governo intende concedergli per distruggere la loro concorrenza e tornare alla ribalta, vede Jamie, la ribelle figlia di Sean, rientrare in casa con un amico, il quale però, mentre sono ancora in auto, cerca di violentarla. Il terrorista si precipita quindi fuori di casa e picchia il ragazzo. Il terrorista crede che Jamie si nasconda dietro un'apparenza aggressiva e tetra per dimenticare la morte del fratello, mentre in realtà stava solo percependo le future responsabilità dell'età adulta, come intuito dal padre dopo l'arresto della sua nemesi (dicendo alla ragazza all'inizio del film "cresci ogni 10 giorni"). Castor allora ne approfitta per darle un balisong con il quale difendersi da eventuali, ulteriori tentativi di violenza.
Nel frattempo, nella sede della banda di Castor, Sean scopre che il terrorista, all'insaputa di tutti e persino di lui stesso, ha avuto un figlio da Sasha, una donna del gruppo, il piccolo Adam, a cui si affeziona subito perché gli ricorda molto Michael. Nel mentre, Pollux, mandato da Castor a controllare la situazione, informa il fratello che Sean si trova nel suo quartier generale. Castor allora invia una squadra d'azione nel covo: ne nasce una sparatoria durante la quale tutti i membri della gang vengono uccisi, a eccezione di Sean, Sasha e Adam, che riescono a mettersi in salvo. Anche Pollux muore durante lo scontro, provocando così ancora di più le ire di Castor. Tornato in ufficio, Castor viene duramente ripreso dal capo FBI Victor Lazarro, stufo dei suoi metodi di estirpazione del crimine. Il terrorista allora, approfittando della cardiopatia dell'uomo, gli sferra un colpo che gli provoca un infarto e lo uccide.
Sean intanto, rimasto ferito nella sparatoria, riesce a raggiungere casa sua. Qui trova sua moglie, alla quale rivela tutti i dettagli della sua missione, suggerendole alla fine di prelevare del sangue dall'uomo che finge di essere suo marito per dimostrarle che il gruppo sanguigno non corrisponde al suo. La donna segue il consiglio e, prelevata quella stessa sera una goccia di sangue all'uomo, lo porta in laboratorio e lo analizza, avendo così piena conferma delle parole di Sean. Raggiunta all'ospedale dall'agente, egli le rammenta del loro primo appuntamento, dicendole poi di non voler più vivere con quell'aspetto e che è giunto il momento di chiudere i conti con Castor prima che gli venga affidato in mano tutto il Dipartimento vista la morte di Lazarro. La donna gli consiglia allora d'agire il mattino successivo, durante il funerale del capo FBI.
Durante il rito funebre, Sean giunge in chiesa mentre Castor e tutti i colleghi sono riuniti per la funzione, facendo poi recapitare al terrorista da un chierichetto una foto di suo figlio. Castor allora capisce che Sean è arrivato per chiudere la partita. Dopo che tutti sono andati via, si scontra con l'agente a colpi di pistola all'interno della chiesa, cosa che provoca la morte dei suoi due scagnozzi più fidati nonché quella di Sasha. Castor tenta allora di sequestrare anche la moglie e la figlia di Sean, quest'ultima ancora ignara della vera identità di colui che sino a quel momento aveva creduto fosse suo padre. Tuttavia, quando si rende conto della situazione, la ragazza lo pugnala a una gamba usando il balisong che egli stesso le aveva dato. Castor, ferito, s'impossessa di un motoscafo, cercando di scappare e venendo inseguito da Sean a bordo di un'altra imbarcazione.
I due danno vita a uno spettacolare inseguimento, che termina solo dopo molte miglia, su una spiaggia vicina a un porto. Qui i due uomini passano alle mani, con Sean che a un certo punto riesce a infilare un arpione nella gamba sinistra di Castor. Sentendosi ormai alle strette, Castor inizia a ferirsi il viso con una lama, intenzionato a condannare per sempre Sean a vivere con la sua faccia. L'agente, non sopportando di vedere la propria faccia rovinata, lo uccide. Poco dopo, avvertiti della vicenda per telefono dalla moglie dell'agente, i suoi colleghi FBI giungono sul posto. Sean viene così trasportato in ospedale assieme al cadavere di Castor e l'intervento viene ripetuto. Qualche giorno dopo, mentre moglie e figlia lo stanno aspettando, Sean torna a casa con le sue iniziali sembianze, portando assieme a lui Adam, il figlio di Castor e Sasha, che i coniugi decidono d'adottare, chiudendo così con il loro doloroso passato.

## Personaggi
- Sean Archer, interpretato da John Travolta: un uomo alto e robusto, coi capelli scuri e uno sguardo perennemente stressato e sotto pressione caratterizzato dai chiarissimi occhi azzurri. Il suo unico scopo è quello di vendicarsi di Castor Troy, terrorista che gli ha ucciso il figlio; per questo, Archer considera le sue azioni come qualcosa di personale e, per potersi vendicare, è anche disposto ad andare contro la legge. La perdita del figlio è un evento che ha segnato particolarmente la vita di Archer, rendendolo distaccato e non sempre presente nei confronti della famiglia e, soprattutto, nella vita della figlia adolescente, Jamie. Inoltre, il personaggio dispone di grande senso di giustizia ed è in grado, soprattutto dopo aver preso le sembianze della sua nemesi, di provare affetto per i complici di Troy, cosa che si evincerà particolarmente nel finale della storia in cui adotterà Adam, il figlioletto di Sasha e di Troy.
- Castor Troy, interpretato da Nicolas Cage: un uomo austero, rilassato e dotato di grande autocontrollo, ma anche infido, manipolatore e senza scrupoli. Amante della droga, del sesso e incline all'omicidio, Castor è un essere spregevole che incarna il male in assoluto. Contrariamente alla sua nemesi Archer, Troy uccide per il puro gusto di farlo e tende a sottolineare ironicamente ogni situazione. L'unica persona per cui prova genuini sentimenti d'affetto è sicuramente suo fratello Pollux, che chiama sempre "fratellino", nonostante sappia che questo soprannome lo infastidisca parecchio. Per quanto riguarda le sue amanti o i suoi complici in affari, Troy non sembra essere affezionato a nessuno di loro; infatti è proprio egli stesso a condannarli a morte. Contrariamente ad Archer, Troy non considera le sue azioni come qualcosa di personale e non dimostra di nutrire il minimo interesse nello spezzare vite altrui se questo è necessario pur di raggiungere il suo obiettivo. Egli contiene tutti i suoi oggetti più preziosi in una valigetta; tra questi ci sono due pistole Springfield Armory M1911, denaro in contanti, sigarette e medicine o droga. Non ha mai saputo di essere il padre del piccolo Adam, avuto da Sasha, l'unica donna del suo gruppo.

## Produzione

### Sviluppo
La sceneggiatura del film, scritta da Mike Werb e Michael Colleary, fu completata nel 1990, tuttavia nessuno era propenso a comprarla; ciò costrinse gli autori a riscriverla molte volte e solo dopo l'entrata nel progetto di John Woo il film entrò finalmente in produzione. Con questo film, John Woo, dopo l'esperienza a basso costo di Senza tregua e quella di Nome in codice: Broken Arrow, ha a disposizione un bilancio consistente e una discreta libertà creativa. Fu stipulato un budget di circa 80 milioni di dollari per girare la maggior parte delle scene di sparatoria e di inseguimento, soprattutto nella scena finale in cui i due protagonisti si affrontano sui motoscafi.
Sfruttando il carisma di due "esperti" dei film d'azione, Nicolas Cage e John Travolta, Woo impreziosisce l'intero film con adeguati e aggiornati effetti speciali, concludendo con un finale spettacolare e inaugurando il nuovo genere azione/sparatutto degli anni novanta e inizio duemila. Il risultato è un affascinante e assai divertente accostamento di situazioni che coinvolgono lo spettatore fino all'immedesimazione. Ambedue gli attori protagonisti si sfidano anche a livello di recitazione, giocando coi toni intensi e gigioneschi nell'impersonare l'un l'altro, supportati da un ricco cast di caratteristi, primo su tutti l'attore italo-americano Alessandro Nivola. La colonna portante del film è il tema del doppio, cui lo spettatore è portato a chiedersi quale, tra Travolta e Cage, sia portato meglio a impersonare il poliziotto o il killer.
La trama del film è parzialmente ispirata ad altri due film: La furia umana (1949) e Operazione diabolica (1966).
Per i due protagonisti la produzione aveva pensato anche a Arnold Schwarzenegger e Sylvester Stallone, Jean-Claude Van Damme e Steven Seagal, Harrison Ford e Michael Douglas, Alec Baldwin e Bruce Willis e Al Pacino e Robert De Niro. Nicolas Cage aveva inizialmente rifiutato il ruolo di Castor Troy poiché non era interessato a interpretare un cattivo. Tuttavia, a seguito della notizia che avrebbe interpretato principalmente il "buono", Cage accettò immediatamente di partecipare al film.

### Riprese
Le riprese del film si svolsero dal 4 gennaio 1997 al 1° aprile 1997.

## Distribuzione
Il film uscì negli Stati Uniti il 27 giugno 1997. In Italia, invece, è uscito il 10 ottobre dello stesso anno.

### Edizione Italiana
La direzione del doppiaggio italiano è a cura di Solvejg D'Assunta, su dialoghi di Ruggero Busetti, per conto della C.V.D. La sonorizzazione venne affidata, invece, alla SEFIT-CDC di Via dei Villini.

## Accoglienza

### Incassi
A fronte di un budget di 80 milioni di dollari, la pellicola ne ha incassati circa 112,3 milioni in Nordamerica e 133,4 milioni nel resto del mondo, per un totale di 245676146 $.

### Critica
Il film ha generalmente ricevuto recensioni molto positive da parte della critica cinematografica. Sull'aggregatore di recensioni Rotten Tomatoes ha un indice di gradimento del 93% basato su 97 recensioni, con un voto medio di 7,8 su 10. Su Metacritic ottiene un punteggio di 82 su 100 basato su 26 recensioni.

## Riconoscimenti
- 1998 - Premio Oscar
  - Candidatura per il miglior montaggio sonoro a Mark P. Stoeckinger e Per Halberg
- 1998 – Saturn Award
  - Miglior regista a John Woo
  - Miglior sceneggiatori a Mike Werb e Michael Colleary
  - Candidatura per il miglior film d'azione/avventura/thriller
  - Candidatura per il miglior attore a Nicolas Cage
  - Candidatura per il miglior attore a John Travolta
  - Candidatura per la miglior attrice non protagonista a Joan Allen
  - Candidatura per la miglior performance di una giovane attrice a Dominique Swain
  - Candidatura per la miglior musica a John Powell
  - Candidatura per il miglior trucco a David Atherton e Kevin Yagher
- 1998 – ASCAP Award
  - Top Box Office a John Powell
- 1998 – Blockbuster Entertainment Award
  - Miglior attore in un film d'azione/avventura a Nicolas Cage
  - Candidatura per il miglior attore in un film d'azione/avventura a John Travolta
  - Candidatura per il miglior attore non protagonista in un film d'azione/avventura a Alessandro Nivola
  - Candidatura per la miglior attrice non protagonista in un film d'azione/avventura a Joan Allen
- 1998 – Golden Reel Award
  - Candidatura per il miglior montaggio sonoro
  - Candidatura per i migliori effetti sonori
- 1998 – MTV Movie Award
  - Miglior sequenza d'azione (l'inseguimento in motoscafo)
  - Miglior coppia a John Travolta e Nicolas Cage
  - Candidatura per il miglior film
  - Candidatura per la miglior performance maschile a Nicolas Cage
  - Candidatura per la miglior performance maschile a John Travolta
  - Candidatura per il miglior cattivo a Nicolas Cage
  - Candidatura per il miglior cattivo a John Travolta
- 1998 – Rembrandt Award
  - Miglior film straniero
- 1998 – Sweden Fantastic Film Festival
  - Premio della giuria a John Woo
- 1998 – Golden Trailer Award
  - Candidatura per il "migliore degli ultimi dieci anni"
- 1998 – Jupiter Award
  - Miglior attore internazionale a Nicolas Cage
  - Miglior film internazionale a John Woo
  - Miglior regista internazionale a John Woo
- 1998 – Online Film & Television Association Film Award
  - Candidatura per il miglior mixaggio sonoro a Anna Behlmer, Andy Nelson, Tom Perry e David M. Ronne
  - Candidatura per il miglior montaggio degli effetti sonori a Mark P. Stoeckinger e Per Hallberg
- 1998 – Cahiers du Cinéma (Top 10 Film Award)
  - Candidatura per il miglior film a John Woo